# Santa Cruz do Timbó
Santa Cruz do Timbó é um distrito do município de Porto União, planalto norte do estado de Santa Catarina, no Brasil. Santa Cruz do Timbó conta com cerca de três mil habitantes. 

## História
O distrito foi instalado oficialmente em 26 de julho de 1926, mas sua colonização remonta a décadas anteriores. A região era originalmente habitada pelos índios Xokleng, os quais, inclusive, provocaram a morte do primeiro morador do lugar, Pedro Ermonge, e dois netos adolescentes, por volta de 1910. Esse acontecimento levou a família Ermonge a erguer uma cruz de madeira às margens do rio Timbó.
Por volta de 1917 chegaram as primeiras famílias de migrantes, a maior parte evangélicos luteranos de origem alemã, vindos do Rio Grande do Sul. Eram as famílias Perske, Barth, Jung e Sander, dentre outras. Muitos vieram do município gaúcho de Santa Cruz do Sul e, encontrando a cruz rústica, denominaram o local de "Lugar da Cruz", depois apenas "Santa Cruz". Mais tarde, houve a tentativa de alterar o nome para "Caúna", homônimo duma planta de gosto amargo, abundante na região. Tendo sido frustrada essa tentativa, retomou-se o nome "Santa Cruz", acrescentando-se o nome do rio que banha a região, Timbó. Ao final das duas guerras mundiais, vieram algumas famílias diretamente da Europa, bem como das regiões litorâneas de Santa Catarina.